# Eremiaphila aristidis
Eremiaphila aristidis är en bönsyrseart som beskrevs av Lucas 1880. Eremiaphila aristidis ingår i släktet Eremiaphila och familjen Eremiaphilidae. Inga underarter finns listade i Catalogue of Life.